# دجييوتي
سخمر سمنتاوي جيهوتي (أو دجييوتي)، كان من المرجح الملك الثاني من الأسرة السادسة عشرة في طيبة التي حكمت أجزاء من صعيد مصر خلال الفترة الانتقالية الثانية. أو قد يكون أحد ملوك أواخر الأسرة الثالثة عشر أو الملك الرابع في الأسرة السابعة عشر. امتدت  فترة حكمه لثلاث سنوات وقد نقش إسمه في المركز الأول في العمود الحادي عشر من بردية تورينو. وفقًا لعلماء المصريات كيم ريهولت وداريل بيكر فقد خلفه سوبك حتب الثامن.